# Дарзини
Да́рзини (латыш. Dārziņi) — окраинный микрорайон на юго-востоке Риги. Некогда дачный район, теперь район частных домов. Расположен на шоссе в сторону Саласпилса, 2 км от Румбулы. В южной части находится Рижская ГЭС и объездной путь Саласпилс—Юрмала.
Поселение образовалось в 60-х годах XX века. Включено в черту города 27 июня 1968 года (по другим источникам, в 1974 году).

## Общественный транспорт
Автобус
- 15: Дарзини 2 — Югла 3
- 18: Улица Абренес — Дарзини 2
- 31: Дарзини 2 — Югла 3 (следует через улицу Улброкас)

Электропоезд
- Платформа Дарзини на электрифицированной линии Рига — Айзкраукле.
- Также курсируют дизель-поезда в Даугавпилс, Гулбене и Зилупе. (Не останавливается на станции).